# Обжерихинское сельское поселение
Обжерихинское се́льское поселе́ние — упразднённое муниципальное образование в Юрьевецком районе Ивановской области Российской Федерации.
Административный центр — село Обжериха.

## История
Статус и границы сельского поселения установлены Законом Ивановской области от 25 февраля 2005 года № 54-ОЗ «О городском и сельских поселениях в Юрьевецком муниципальном районе».
Законом Ивановской области от 6 мая 2015 года № 34-ОЗ, Соболевское и Обжерихинское сельские поселения преобразованы, путём объединения, в Соболевское сельское поселение с административным центром в селе Соболево.

## Население
| 2002 | 2010  | 2011  | 2012  | 2013 | 2014 | 2015 |
| ---- | ----- | ----- | ----- | ---- | ---- | ---- |
| 1106 | ↘1030 | ↘1023 | ↗1024 | ↘982 | ↘936 | ↘912 |

## Состав сельского поселения
| №  | Населённый пункт    | Тип населённого пункта       | Население |
| -- | ------------------- | ---------------------------- | --------- |
| 1  | Бараниха            | деревня                      | 5         |
| 2  | Бурково             | деревня                      | 5         |
| 3  | Бухарино            | деревня                      | 4         |
| 4  | Гузавино            | деревня                      | 0         |
| 5  | Жары                | деревня                      | 38        |
| 6  | Жуковка             | село                         | ↗119      |
| 7  | Козлятево           | деревня                      | 7         |
| 8  | Костровка           | деревня                      | 4         |
| 9  | Крутцы-Орешки       | деревня                      | 0         |
| 10 | Крутцы-Осинки       | деревня                      | 0         |
| 11 | Крутцы-Шеляуховские | деревня                      | 0         |
| 12 | Кулигино            | деревня                      | 0         |
| 13 | Лиховская           | деревня                      | →0        |
| 14 | Люхино              | деревня                      | 4         |
| 15 | Ляндиха             | деревня                      | 8         |
| 16 | Максимково          | деревня                      | 9         |
| 17 | Матвеевская         | деревня                      | 0         |
| 18 | Новленское          | село                         | ↗302      |
| 19 | Новое Жуково        | посёлок                      | ↘82       |
| 20 | Обжериха            | село, административный центр | ↘402      |
| 21 | Петрово             | деревня                      | 1         |
| 22 | Посернятево         | деревня                      | 1         |
| 23 | Потаниха            | деревня                      | 3         |
| 24 | Раздьякониха        | деревня                      | 6         |
| 25 | Сантелево           | деревня                      | 24        |
| 26 | Середухино          | деревня                      | 0         |
| 27 | Смолиха             | деревня                      | 2         |
| 28 | Филенка             | деревня                      | 4         |